# استراتيجية القط الميت
استراتيجية القط الميت، هي الاستراتيجية السياسية لإصدار إعلان صادم عمدًا لتحويل انتباه وسائل الإعلام بعيدًا عن المشاكل أو الإخفاقات في مجالات أخرى.   ارتبط الاسم الحالي للاستراتيجية بالخبير الاستراتيجي السياسي لرئيس الوزراء البريطاني السابق بوريس جونسون، لينتون كروسبي.

## أصل
بينما كان عمدة لندن، كتب بوريس جونسون عمودًا في صحيفة التلغراف في 3 مارس 2013، وصف فيه "القط الميت" بأنه جزء من الاستراتيجية السياسية الأسترالية حول ما يجب فعله في موقف تضيع فيه الحجة و"الحقائق ضدك بشكل ساحق".  
ولكي نفهم ما حدث في أوروبا خلال الأسبوع الماضي، يتعين علينا أن نستعير من المفردات الغنية والمثمرة للتحليل السياسي الأسترالي. لنفترض أنك تخسر نقاشًا. إن الحقائق ضدك بشكل كبير، وكلما ركز الناس على الواقع، كلما كان الأمر أسوأ بالنسبة لك وقضيتك. أفضل رهان لديك في هذه الظروف هو القيام بمناورة وصفها أحد كبار النشطاء بأنها مثل "إلقاء قطة ميتة على الطاولة، يا صديقي".
ذلك لأن هناك أمراً واحداً مؤكداً تماماً بشأن رمي قطة ميتة على طاولة غرفة الطعام ــ ولا أقصد أن الناس سوف يشعرون بالغضب أو الفزع أو الاشمئزاز. هذا صحيح، ولكن ليس له أي صلة. يقول صديقي الأسترالي إن النقطة الأساسية هي أن الجميع سيصرخون "يا إلهي، يا صديقي، هناك قطة ميتة على الطاولة!"؛ بمعنى آخر، سيتحدثون عن القطة الميتة، الشيء الذي تريد منهم أن يتحدثوا عنه، ولن يتحدثوا عن القضية التي سببت لك كل هذا الحزن. 

استخدم جونسون الأسترالي لينتون كروسبي مديرًا لحملته الانتخابية خلال انتخابات عمدة لندن في عامي 2008 و2012، مما أدى إلى تكهنات صحفية بأنه كان "الصديق الأسترالي" في القصة.  

## الاستخدام
يصف المحاضر السياسي جرانت رودويل هذه الاستراتيجية بأنها لاقت "قدرًا من الجاذبية السياسية" خلال الانتخابات العامة في المملكة المتحدة عام 2015، وهي الحملة المحافظة التي قادها لينتون كروسبي،  والتي نجح فيها جونسون في العودة عضوًا في البرلمان. في وقت كانت فيه حملة حزب العمال تكتسب زخماً، اتهم وزير الدفاع مايكل فالون إد ميليباند بأنه "طعن أخاه في الظهر ليصبح زعيمًا لحزب العمال"، قائلًا إن هذا يعني أنه "مستعد لطعن المملكة المتحدة في الظهر ليصبح رئيسًا للوزراء" بإلغاء ترايدنت.  ووصفت صحيفة الغارديان هذا الهجوم بأنه "فظ" و"وحشي" ظن بعض المعلقين أنه سيعود بنتائج عكسية، إلا أنه نجح في تحويل تركيز وسائل الإعلام في ذلك اليوم من سياسات حزب العمال إلى بيان فالون. 
ويشير رودويل إلى أن المصطلح وجد لاحقًا مكانًا في التغطية الإعلامية لـ "التصريحات الفاحشة" التي أدلى بها دونالد ترامب خلال الانتخابات التمهيدية الرئاسية للحزب الجمهوري عام 2016 وانتقاله الرئاسي اللاحق في الولايات المتحدة . 